# Monetizace
Monetizace je proces převodu čehokoli do zákonných platebních hodnot. Může se jednat jak převody vlastnictví zlata, cenných papírů, tak i tisk neboli emise státních bankovek. Často ale také používá v souvislosti s nabytím práva na inkasování financí za jakékoli hodnoty.
Pojem monetizace se také užívá v oblasti obchodní a osobní. Monetizace je proces, který audituje nevýdělečné části, pro které existuje možnost zpeněžení. Často se využívá v online prostoru, méně již v offline prostředí. 